# Fangyuan
Fangyuan (芳苑鄉S, Fāngyuàn XiāngP) è un comune di Taiwan, situato nella provincia di Taiwan e nella contea di Changhua.